# Réunion littéraire
Pour les articles homonymes, voir Réunion.
On peut parler de réunion littéraire quand plusieurs écrivains ou auteurs se rencontrent dans le but de discuter, de créer ou de critiquer.
Au cours des époques, ces réunions ont pu prendre des formes très variées selon que les membres de ces assemblées étaient plus ou moins étroitement liés : depuis le groupe informel jusqu'à l'institution : salon littéraire, café littéraire, club, cénacle, académie...

## Activités des réunions
Au cours de certaines réunions, de nombreuses activités peuvent avoir lieu : lecture, écriture, discussion, rendez-vous galants, ventes, méditation, ou encore quartier général de révolutionnaires... Selon les époques et les lieux, l'organisation et les activités de ces lieux ont pu varier grandement.

## Lieux célèbres
- Le Café Procope à Paris

## Assemblées célèbres
- Le Cénacle, formé autour de Victor Hugo.
- Bloomsbury Group, formé autour de Virginia Woolf.

## Groupes actuels
- PEN club
- Académie Goncourt
- Académie française
- OULIPO
- Club Roger Nimier